# 독도
독도(獨島) 또는 독섬은 동해의 남서부, 울릉도와 오키 제도 사이에 위치한 섬 또는 암초이다. 리앙쿠르 암초(영어: Liancourt Rocks)라는 이름으로도 불리며, 동도와 서도를 포함해 총 91개의 크고 작은 섬들로 이루어져 있다. 울릉도에서 뱃길로 200리 정도 떨어져 있다. 현재 대한민국이 실효지배하고 있으나 일본 정부에서 영유권을 주장하고 있다.
최종덕이 1965년 3월부터 최초 거주한 이래로 김성도 부부 및 독도경비대원 35명, 등대 관리원 2명, 울릉군청 독도관리 사무소 직원 2명 등 약 40명이 거주하고 있다. 또한, 2005년 동도에 대한 입도 신고제 도입 이후 2021년 4월 기준 약 200만 명이 방문하였고, 1일 평균 500명이 입도하고 있다.

## 명칭
독도는 한국어권에서 주로 쓰이며, 돌로 된 섬이란 뜻의 '돌섬'의 경상도 방언 명칭인 독섬을 한자의 음과 훈을 빌려쓰면서 독도(獨島)가 되었다. 일본어권에서는 다케시마라고 불리며, 과거에는 마쓰시마라고 불렸다. 국내 문헌에서는 독도를 일컫는 표현으로 우산도(于山島), 가지도(可支島), 삼봉도(三峰島) 등이 사용되기도 하였으며, 미국 문헌에서는 호넷 섬 또는 '호넷 아일랜드'(Hornet Islands)라는 명칭으로 독도를 부르기도 하였다.
제3국에서는 독도 분쟁을 감안할 때 1849년에 독도를 발견한 프랑스 선박인 '리앙쿠르 호'의 이름을 따서 리앙쿠르 암초(프랑스어: Rochers Liancourt, 영어: Liancourt Rocks)라는 명칭으로 부르기도 한다.

## 지리 및 지질

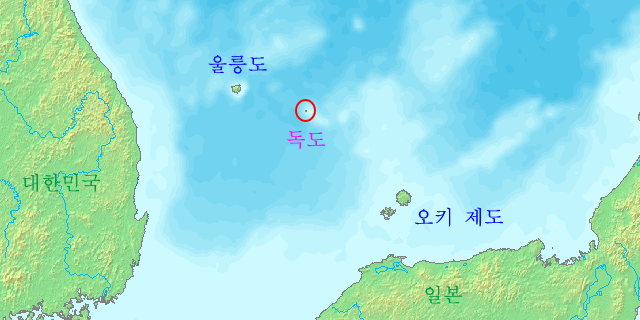
섬의 위치

이 섬은 동해의 해저 지형 중 울릉분지의 북쪽 경계부분에 위치하고 있으며, 평균 수심 2,000m의 해양 평원에 솟아 있는 화산섬이다. 두 개의 큰 섬인 동도(東島)와 서도(西島)를 중심으로 총 91개의 크고 작은 섬과 암초로 이루어져 있으며, 동도와 서도 사이의 거리는 151m이다. 일본에서는 동도를 오지마(男島), 서도를 메지마(女島)라고 부른다.
독도의 총 면적은 187,554m²로, 서도(西島)가 88,740m², 동도(東島)가 73,297m², 그 밖의 암초가 25,517m²이다. 서도의 최고 높이는 168.5m이고, 동도의 최고 높이는 98.6m이다. 2012년 11월부터 대한민국 정부 고시에 의거하여 서도의 최고봉은 '대한봉'(大韓峰), 동도의 최고봉은 '우산봉'(于山峰)으로 부른다. 동도의 최고봉은 1950년대에는 '성걸봉'으로 불렸으며, 2005년부터 고시 이전까지는 '일출봉'(日出峰)이라 불렸다. 동도와 서도 및 부속 도서는 대부분 수심 10m 미만의 얕은 땅으로 연결되어 있다.
독도의 동도는 동경 131도 52분 10.4초, 북위 37도 14분 26.8초에 위치하고 있다. 이 섬은 대한민국 경상북도 울릉도에서 동남쪽으로 약 87.4 km 떨어져 있으며, 일본 시마네현 오키 제도에서는 약 157.5 km 떨어져 있다. 한반도에서의 거리는 약 216.8km이며, 일본 혼슈에서의 거리는 약 211km이다. 날씨가 좋으면 울릉도 동쪽 해안에서 육안으로 이 섬을 볼 수 있다.
독도는 약 460~250만 년 전에 형성된 해양섬 기원의 화산체로서, 섬 주변에 분포하는 지층들을 아래에서부터 괴상 응회각력암, 조면안산암 I, 층상 라필리응회암, 층상응회암, 조면안산암 II, 스코리아성 층상 라릴리응회암, 조면안산암III, 각력암, 조면암, 염기섬 암맥 등 총 9개의 화산암층으로 이루어져 있다. 현재는 오랜 세월동안 침식되어 화산의 흔적은 찾기 힘들다. 독도(특히 동도)의 지반은 불안정한데, 이것은 단층과 절리, 균열, 그리고 불완전한 공사 등이 원인으로 추정된다. 독도는 지질학적으로 울릉도의 화산암류와 비슷한 전암 화학조성을 갖는 알칼리 현무암, 조면 현무암, 조면 안산암 및 조면암으로 구성되어 있다.

### 서도
높이 168.5m, 둘레 2.6km, 면적 88,740m² 5필지, 동도에 비해 높이가 높고 면적이 넓지만, 경사가 급한 편이라 필지가 적은 편이다.

#### 자연환경 - 지형
- 대한봉: 서도의 정상
- 탕건봉: 서도 북쪽에 위치하여 봉우리 형상이 탕건을 꼭 닮아 붙여진 이름. 서도 최고봉과 북편에 위치함. 주로 주상절리임. 오른쪽으로 탕건봉이며, 탕건봉 상부는 주상절리, 하부는 타포니 형태이다.
- 삼형제굴바위: 형상을 아우르는 명칭으로 3개의 동굴이 있어 현지 어민들의 구전에 의한 명칭 안파식 대상에 발달한 시스택으로 서도에는 속하지 않지만 서도 근방에 위치[16]
- 상장군바위
- 코끼리바위: 코끼리가 물을 마시는 형상의 독특한 모양에 대하여 불리는 바위
- 김바위: 독특한 모양에 대한 일관된 명칭 구전으로 김은 해태를 의미함[17]

### 동도
높이 98.6m, 둘레 2.8km 면적 73,297m² 7필지. 서도에 비해 높이가 낮고 면적이 좁지만, 둘레가 크고 완만해 필지가 많은 편이다.

#### 자연환경 - 지형
- 한반도 바위: 북쪽에서 바라보면 마치 한반도 형상과 꼭 닮아 붙여진 이름. 실제 부속도서를 제외한 한반도의 형상이 보인다.
- 숫돌바위: 의용수비대원들이 생활할 당시 칼을 갈았다는 곳으로 바위의 암질이 숫돌과 비슷하여 붙여진 이름. 선착장 근처에 노출되는 조면암맥. 차별침식으로 주변의 응회각력암층은 침식되어 없어지고 수면상에 솟아있어 숫돌바위라 일컬으며 주상절리가 거의 수평으로 발달되어 있다.
- 얼굴바위: 사람의 얼굴과 흡사한 독특한 모양으로 현지어민들의 구전으로 붙여진 이름.
- 독립문바위: 시아치(왼쪽)와 해식동굴(오른쪽) - 절리밀도가 높은 해안가에 위치하는 기반암 지대에서 발달 한다. 아치의 형태가 대한민국의 지도를 닮아서 잘 알려진 곳이다.
- 천장굴: 분화구라고도 하였으나 학계에 의하면 침식에 의해 함몰로 생긴 천장동굴로 불린 명칭
- 물오리바위: 물오리서식지로서 현지어민들에 의해 불리는 명칭으로 물오리는 바다가마우지를 지칭함
- 춧발바위: 춧발은 갑, 곶 등이 튀어 나온 곳을 의미하는 현지 방언으로 구전되어온 명칭[18]
- 악어바위: 암석의 측면에서 형성된 풍화혈을 총칭하여 타포니라 한다. 집괴암을 구성하는 작은 역들이 염풍화 작용으로 인하여 기반암으로부터 떨어져 나가면 구멍이 형성되어 있다.[19]

### 행정 구역
대한민국의 행정구역에서는 경상북도 울릉군 울릉읍 독도리 산 1-96번지에 속하며 우편번호는 40240이다. 대한민국은 이 섬을 천연기념물 제336호 독도 천연보호구역으로 지정하여 보호하고 있다. 울릉군은 국민 공모를 통해 도로명 주소법에 따른 이 섬의 도로명 주소를 '독도안용복길'(서도)과 '독도이사부길'(동도)로 정하였다. 일본이 주장하는 행정 구역에서는 시마네현 오키군 오키노시마정에 속해 있다.

## 기후

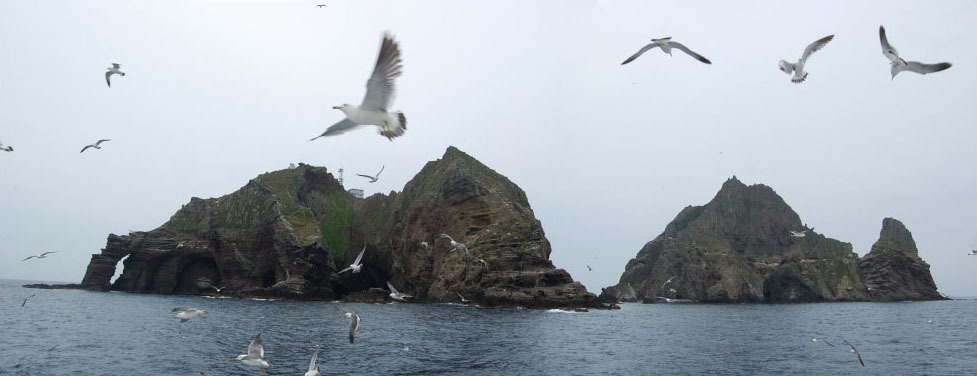
파노라마

난류의 영향을 많이 받는 전형적인 해양성 기후로 연간 평균강수량은 1,240mm 정도, 연평균 기온 약 12℃, 1월 평균기온 1℃, 8월 평균기온 23℃로 온난한 편이다. 연평균 풍속은 4.3m/s로 겨울과 봄에는 북서풍이 빈번하고, 여름과 가을에는 남서풍이 빈번하여 계절에 따른 주풍향이 뚜렷하다. 안개가 잦고 연중 날씨 중 흐린 날은 160일 이상이며 비 또는 눈 오는 날은 150일 정도로, 겨울철 강수량이 많다. 즉, 일 년 중 맑은 날은 불과 45일 정도밖에 없다.
| 울릉도와 독도의 날씨 (2003 ~ 2007년 평균, 울릉도 기상대 관측) | 울릉도와 독도의 날씨 (2003 ~ 2007년 평균, 울릉도 기상대 관측) | 울릉도와 독도의 날씨 (2003 ~ 2007년 평균, 울릉도 기상대 관측) | 울릉도와 독도의 날씨 (2003 ~ 2007년 평균, 울릉도 기상대 관측) | 울릉도와 독도의 날씨 (2003 ~ 2007년 평균, 울릉도 기상대 관측) | 울릉도와 독도의 날씨 (2003 ~ 2007년 평균, 울릉도 기상대 관측) | 울릉도와 독도의 날씨 (2003 ~ 2007년 평균, 울릉도 기상대 관측) | 울릉도와 독도의 날씨 (2003 ~ 2007년 평균, 울릉도 기상대 관측) | 울릉도와 독도의 날씨 (2003 ~ 2007년 평균, 울릉도 기상대 관측) | 울릉도와 독도의 날씨 (2003 ~ 2007년 평균, 울릉도 기상대 관측) | 울릉도와 독도의 날씨 (2003 ~ 2007년 평균, 울릉도 기상대 관측) | 울릉도와 독도의 날씨 (2003 ~ 2007년 평균, 울릉도 기상대 관측) | 울릉도와 독도의 날씨 (2003 ~ 2007년 평균, 울릉도 기상대 관측) |
| ------------------------------------------------------------- | ------------------------------------------------------------- | ------------------------------------------------------------- | ------------------------------------------------------------- | ------------------------------------------------------------- | ------------------------------------------------------------- | ------------------------------------------------------------- | ------------------------------------------------------------- | ------------------------------------------------------------- | ------------------------------------------------------------- | ------------------------------------------------------------- | ------------------------------------------------------------- | ------------------------------------------------------------- |
| 월                                                            | 1월                                                           | 2월                                                           | 3월                                                           | 4월                                                           | 5월                                                           | 6월                                                           | 7월                                                           | 8월                                                           | 9월                                                           | 10월                                                          | 11월                                                          | 12월                                                          |
| 평균기온                                                      | 1.82                                                          | 2.94                                                          | 5.2                                                           | 10.62                                                         | 14.88                                                         | 19.36                                                         | 21.6                                                          | 23.88                                                         | 19.82                                                         | 15.66                                                         | 10.82                                                         | 4.52                                                          |
| 최고평균기온                                                  | 4.88                                                          | 6.12                                                          | 9.06                                                          | 14.7                                                          | 18.62                                                         | 23                                                            | 24.52                                                         | 27.14                                                         | 22.84                                                         | 19.12                                                         | 14.16                                                         | 7.44                                                          |
| 최저평균기온                                                  | -0.4                                                          | 0.44                                                          | 2.3                                                           | 7.3                                                           | 11.68                                                         | 16.64                                                         | 19.44                                                         | 21.58                                                         | 17.62                                                         | 13.24                                                         | 8.38                                                          | 2.26                                                          |
| 강수량(mm)                                                    | 94.72                                                         | 66                                                            | 86.3                                                          | 136.54                                                        | 181.88                                                        | 148.82                                                        | 259.06                                                        | 200.14                                                        | 277.82                                                        | 100.06                                                        | 124.44                                                        | 155.34                                                        |

## 자연 및 자원
두 섬과 주변 섬들은 서로 분리된 듯이 보이지만, 실제로는 해저 2천여 미터로부터 바다 위로 솟은 해산(海山)의 봉우리 부분에 해당된다.

### 천연기념물

#### 독도천연보호구역
대한민국은 독도 섬 주변의 바다에 다양한 해양생물이 서식하고 있으며, 섬 일대의 자연환경을 보존하기 위해 이 섬을 천연기념물로 지정하여 보호하고 있다.
1982년에 "독도 해조류(바다제비·슴새·괭이갈매기) 번식지(獨島海鳥類-繁殖地)"라는 이름으로 천연기념물로 지정했고, 1999년에 천연보호구역으로 명칭을 바꾸어 동식물 전체의 식생을 관리하게 되었다.
2005년 독도의 기존 토지 및 부속도서를 측량하고 그 결과에 따라 지적공부를 정정하여 독도의 지적현황이 전체적으로 변경됨에 따라 2006년 9월 14일 문화재청장은 문화재보호법 제6조에 의거 천연기념물 제336호로 지정된 《독도 천연보호구역》의 문화재구역을 당초 고시한 "경상북도 울릉군 울릉읍 독도리, 37필지 180,902평미터(보호구역)"을 "경상북도 울릉군 울릉읍 독도리, 101필지 187,554평방미터(지정구역)으로 정정고시하였다.
2002년 경상북도는 환경부에 '울릉도·독도 해상국립공원' 지정을 건의했으나, 이는 울릉군 주민들의 반대로 무산되었다.

#### 독도 사철나무
울릉군 독도리 30번지에 있는 독도 사철나무는 독도를 구성하는 2개 섬인 동도와 서도 중 동도의 천장굴 급경사 지역 위쪽 끝 부분에서 자라고 있으며, 강한 해풍과 극히 열악한 토양조건 등에서 자란 나무로 독도에서 생육하는 몇 안 되는 수목 중 가장 오래된 나무로 2012년 10월 25일 대한민국의 천연기념물 제538호로 지정되었다.

### 특정도서
대한민국은 독도가 독특한 자연환경이 유지되고 있고, 해양생물상이 다양하고 풍부하여 독도 등 도서지역의 생태계보전에 관한 특별법에 의거 특정도서로 지정하였다.
- 지정일자 : 2000년 9월 5일
- 지정번호 : 제1호
- 면적 : 187,554m2 (지번은 경상북도 울릉군 울릉읍 독도리 산1 ~ 산96이고, 2000년 9월 5일 특정도서로 최초 지정 당시 면적은 180,902m2였다)

특정도서안에서는 「대한민국 독도 등 도서지역의 생태계보전에 관한 특별법」 제8조에 의거 누구든지 다음 각호의 1에 해당하는 행위를 하거나 허가를 하여서는 아니된다.
- 건축물·공작물의 신축·개축·증축
- 개간·매립·준설 또는 간척
- 택지의 조성·토지의 형질변경·토지의 분할
- 공유수면의 매립
- 입목·죽의 벌채 또는 훼손
- 도로의 신설
- 흙·모래·자갈·돌의 채취, 광물의 채굴, 지하수의 개발
- 가축의 방목, 야생동물의 포획·살생 또는 그 알의 채취, 야생식물의 채취
- 특정도서에 서식하거나 도래하는 야생 동·식물 또는 특정도서 안에 존재하는 자연적 생성물을 그 섬 밖으로 반출하는 행위
- 특정도서 안으로 생태계 위해 외래 동·식물을 반입하는 행위
- 폐기물을 매립 또는 투기하는 행위
- 인화물질을 이용하여 음식물을 짓거나 야영을 하는 행위
- 지질·지형·자연적 생성물의 형상손괴 기타 이와 유사한 행위

### 국가지질공원
2012년 12월 27일 환경부장관은 자연공원법 제36조의3의 규정에 의거 울릉도·독도 국가지질공원을 인증 고시하였다.
- 지질공원의 명칭 : 울릉도·독도 국가지질공원
- 지질공원의 구역 : 경상북도 울릉군 전 지역
- 지질공원의 면적 : 1,279 평방킬로미터
- 인증연월일 : 고시일
- 공원관리청: 경상북도
- 인증목적 : 울릉도·독도의 우수한 지질유산자원을 보전하고 교육·관광자원으로 활용하여 국민의 휴양 및 정서함양에 기여하고 지역경제 활성화 도모
- 지정명소 : 23개소(울릉도 19, 독도 4)
  - 울릉도 : 19개소 (봉래폭포, 저동 해안산책로, 도동 해안산책로, 거북바위 및 향나무자생지, 국수바위, 버섯바위, 학포 해안, 황토굴, 태하 해안산책로 및 대풍감, 노인봉, 송곳봉, 코끼리바위, 용출소, 알봉, 성인봉 원시림, 죽암몽돌해안, 삼선암, 관음도, 죽도)
  - 독도 : 4개소 (숫돌바위, 독립문바위, 삼형제굴바위, 천장굴)

### 동물
2005년과 2006년에 이루어진 실태조사를 통해 독도에서 관찰된 조류는 126종이다. 개체수가 가장 많은 종은 괭이갈매기이었고, 약 7,000여 마리가 서식하고 있다. 그리고 바다제비, 슴새, 참새가 서식하고 있는데, 최근 슴새의 수는 감소하고 있는 반면 바다제비 수는 증가하고 있다고 알려져 있다. 섬은 남북으로 왕래하는 철새들이 쉬어가는 주요 휴식처이다. 조류는 여러 가지의 천연 기념물이 있다. 짐승은 1973년 경비대에서 토끼를 방목하였으나 지금은 한 마리도 서식하지 않는다. 곤충은 7목 26과 37종이 서식하고 있다. 인근 해양에는 파랑돔, 가막베도라치, 일곱줄얼게비늘, 넙치, 미역치, 주홍감펭 등 다양한 어류가 서식하고 있다. 또한 대구지방환경청은 지난 2007년 5월부터 6개월 동안 경북대학교 울릉도·독도연구소와 공동으로 네 차례에 걸쳐 이 섬의 생태계를 조사한 결과 이 섬에 무척추동물 26종이 살고 있다는 사실을 2007년 12월 11일에 발표했다. 2013년에는 시베리아의 텃새인 솔양진이 수컷 한 개체가 남한 지역에서는 처음으로 동도에서 발견되었다.

#### 바다사자(강치)
바다사자(독도강치)는 동해 연안에 서식하던 강치의 아종이다. 현재 멸종되었다고 알려진 동물로, 조선시대 사람들은 이들을 "가제" 또는 "가지"로 불렀으며 이 섬을 중심으로 동해에 수만 마리가 서식했다고 한다. 이들이 머물렀다는 가제바위가 독도에 남아 있다. 러일 전쟁 전후로 가죽을 얻기 위해 시작된 일본인들의 무분별한 남획으로 바다사자는 서서히 그 모습을 감추었으며 1974년 홋카이도에서 새끼 강치가 확인된 이후로 목격되지 않는다. 1905년 일본 시마네현이 이 섬을 편입한 이후 일본인들의 어획이 시작되었지만, 1905년 이전에 울릉도에 살던 한국인들이 1904년과 1905년에 독도에서 강치를 잡아 매년 가죽 800관(600엔)씩 일본에 수출한 기록이 1907년 시마네현 다케시마 섬 조사단의 오쿠하라 헤키운이 쓴 책 '죽도 및 울릉도'에 나온다.

### 식물
박선주 등이 2008년과 2009년에 걸쳐 실행한 독도의 식물상 및 식생 조사에서는 독도의 식물은 29과 48속 49종, 1아종 3변종 총 53종류로 조사되었다. 이 중 특산식물은 섬기린초와 섬초롱꽃 2종류이고, 귀화식물은 갓, 방가지똥, 큰이삭풀, 콩다닥냉이, 흰명아주, 둥근입나팔꽃 6종류가 있다. 식생형은 주로 해국-땅채송화, 해국-갯제비쑥, 왕호장근-도깨비쇠고비, 돌피, 물피군락 등으로 구분된다.
경사가 급하여 토양이 발달하지 못하였고, 비는 내리는 대로 배수되어 수분이 부족하여 자생하는 식물이 적으나 울릉도에서 씨앗이 날아와 50~60종의 풀과 나무가 있다. 이 섬에 사는 식물은 키가 작아 강한 바람에 적응하고 잎이 두껍고 잔털이 많다. 물론 가뭄과 추위에도 잘 견딘다. 2007년 12월, 외부에서 들여와 직접 심은 나무 가운데 무궁화, 후박나무, 곰솔, 향나무 등이 대부분 말라 죽은 것으로 알려졌다.
인근 얕은 바다에는 모자반, 대황 등의 해양식물이 군락을 이루고 있다.
독도 사철나무는 독도에서 현존하는 수목 중 가장 오래된 나무로 독도에서 생육할 수 있는 수종이라는 의미뿐만 아니라, 국토의 동쪽 끝 독도를 100년 이상 지켜왔다는 영토적·상징적 가치가 큰 점을 감안하여 2012년 10월 5일 대한민국의 천연기념물 제538호로 지정되었다.

### 박테리아
섬 일대는 '박테리아의 보고'로 불릴 만큼 다양한 종의 박테리아가 많이 서식하는 곳이다. 2015년 기준으로 이 섬에서 발견된 신속은 7속, 기타 신종 박테리아는 44종에 이른다. 발견된 신종 박테리아들의 학명에는 독도니아 동핸시스, 독도넬라 코레엔시스, 동해아나 독도넨시스 등과 같이 '독도'나 '동해'의 명칭이 포함되었다. 독도에서 발견된 박테리아들로 인해 2005년부터 2008년까지 대한민국이 3년 연속으로 신종 세균 발표 건수 1위를 차지했다.

### 매장 자원
KAIST 생명공학과의 조사에 따르면, 섬 근해 해저에 이른바 '불타는 얼음'으로 불리는 메탄 하이드레이트(methane hydrate, 고체 천연가스 또는 메탄 수화물)가 확인된 양만 약 6억 톤가량 매장되어 있다고 밝혀졌다. 메탄 하이드레이트는 녹으면서 물과 메탄 가스를 발생시켜 효용가치가 큰 미래 청정자원으로 주요 선진국의 개발·연구 대상으로 주목받는 자원이다.

### 해양
독도 주변은 쿠로시오 지류인 따뜻한 대만남류와 찬 북한 해류가 만나는 지역으로, 영양염류가 풍부하며, 이로 인한 동·식물 플랑크톤이 다양하고, 경제적 가치가 높은 회유성 어족이 다량 분포하고 있다.
독도는 지형적으로 수심 2,068 m 정도 되는 동해 새중에서 분출한 화산성해산으로, 물위로 솟아있는 독도의 면적은 비록 작지만(0.186km2), 수면아래 독도의 면적을 합하면 울릉도의 2배 이상되는 거대한 해산이며, 동도와 서도를 중심으로 주변에 물개바위를 비롯한 크고 작은 32개 이상의 바위섬과 암초가 있어 단단한 바닥에 부착하여 생활하는 해양 저서생물에게 좋은 서식지를 마련하고 있다.
독도의 바다는 난류와 한류가 만나는 곳으로 생물종이 다양하고 수산자원이 풍부한 곳으로 섬 주변에는 감태, 대황, 모자반 등 해조류를 비롯하여 게류, 고둥류가 넓게 서식하고 있고, 어류로서는 볼락, 자리돔, 도화돔 등의 냉온대성, 온대성 및 아열대성 생물종이 집합하여 서식하고 있다. 또한 독도의 섬효과를 통해 깊은 바다의 영양염류가 표층으로 용승되어 플랑크톤을 먹이로 하는 동해의 회유성 및 독도 정착성 어종의 치어와 유어들이 모여 사는 산란장 내지 성육장의 기능으로서도 중요한 어장이다.

#### 해양 생물
국립수산과학원에서 동도와 서도 주변연안 및 수중생태를 조사한 바에 의하면 해양·자포동물 22종, 고둥류 30종, 극피동물 23종, 갑각류 22종, 갈조식물류 17종과 어류 17종 등 총 169종이 서식하고 있는 것으로 나타났다.
독도 주변연안에서 서식하고 있는 갑각류 중에서 도화새우, 물렁가시붉은새우, 가시배새우를 통틀어 '독도새우'라고 부르고 있다.

#### 환경 오염
독도에 하수처리시설이 설치된 이후, 그 오작동으로 인해 독도 경비대나 등대 관리자와 같은 거주자들로부터 발생한 오수가 바다에 그대로 쏟아지는 일이 반복돼 독도 부근은 심각한 바다 오염의 우려가 높다. 독도 부근 바다에서는 바닷물이 우윳빛으로 변하거나, 해초들이 죽고 산호초가 석회화되는 현상이 발견되고 있다. 현재는 이러한 오염을 줄이기 위한 공공 단체와 시민 조직에 의한 노력이 진행 중이다.

## 교통

### 선착장

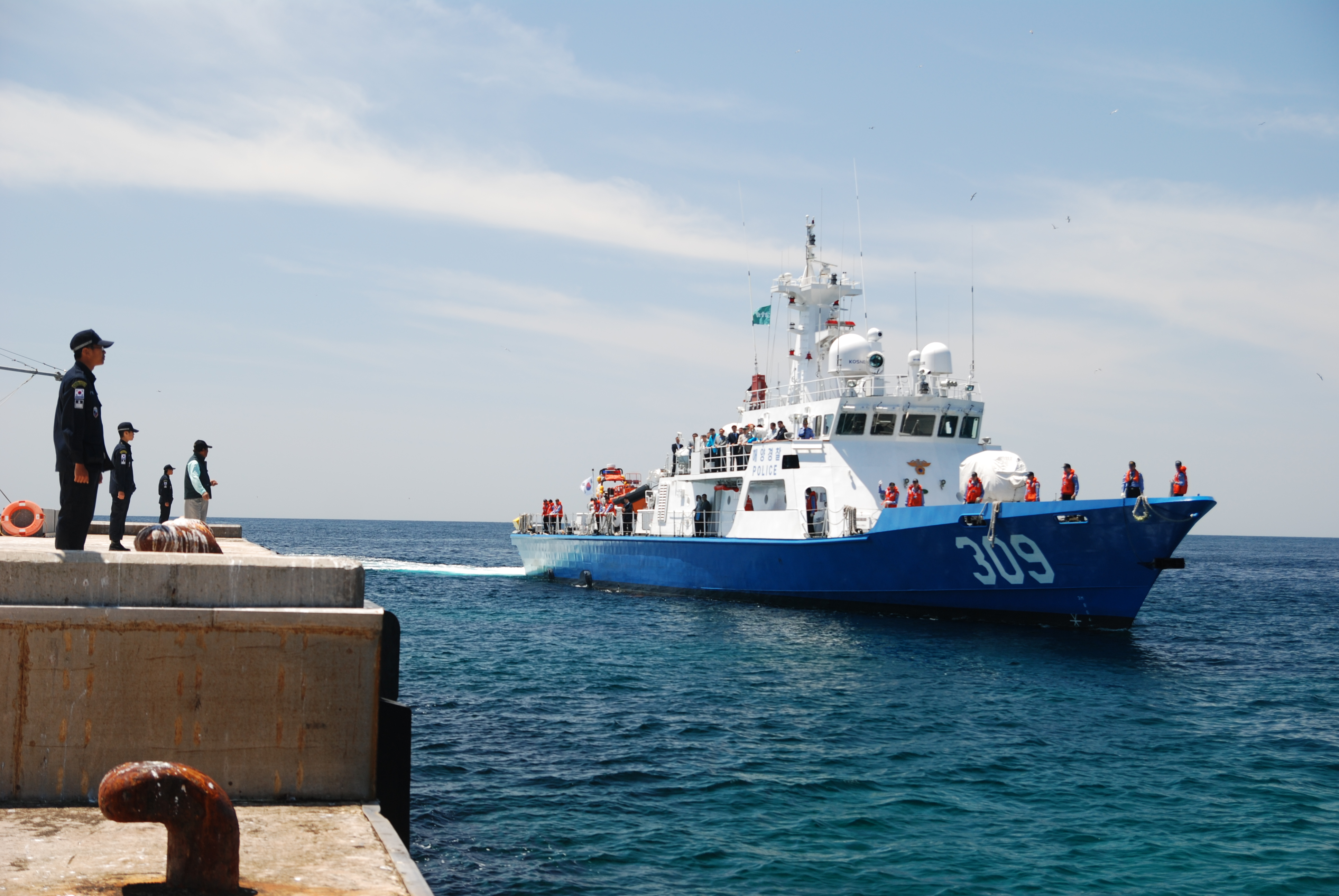
동도 선착장에 접안중인 해경 309정

동도에 선착장과 접안 시설(1997년 11월 완공, 1998년 8월 지적공부에 등록) 80미터로 500톤급 선박 접안이 가능하며, 유인 등대 1기가 설치되어 있다.
| 독도 연도별 입도 현황(2005년~ 2015년) | 독도 연도별 입도 현황(2005년~ 2015년) | 독도 연도별 입도 현황(2005년~ 2015년) | 독도 연도별 입도 현황(2005년~ 2015년) | 독도 연도별 입도 현황(2005년~ 2015년) | 독도 연도별 입도 현황(2005년~ 2015년) | 독도 연도별 입도 현황(2005년~ 2015년) | 독도 연도별 입도 현황(2005년~ 2015년) | 독도 연도별 입도 현황(2005년~ 2015년) | 독도 연도별 입도 현황(2005년~ 2015년) | 독도 연도별 입도 현황(2005년~ 2015년) | 독도 연도별 입도 현황(2005년~ 2015년) | 독도 연도별 입도 현황(2005년~ 2015년) |
| ------------------------------------- | ------------------------------------- | ------------------------------------- | ------------------------------------- | ------------------------------------- | ------------------------------------- | ------------------------------------- | ------------------------------------- | ------------------------------------- | ------------------------------------- | ------------------------------------- | ------------------------------------- | ------------------------------------- |
| 년도                                  | 2005년                                | 2006년                                | 2007년                                | 2008년                                | 2009년                                | 2010년                                | 2011년                                | 2012년                                | 2013년                                | 2014년                                | 2015년                                | 계                                    |
| 인원 수 (명)                          | 41,134                                | 78,152                                | 101,428                               | 129,910                               | 135,376                               | 115,074                               | 179,621                               | 205,778                               | 255,838                               | 139,892                               | 178,785                               | 1,560,988                             |

### 여객선
대저해운에서 포항~울릉도~독도 구간을 1일 2회 운항한다. 단 풍랑 등 기상특보가 발생시 결항될 수 있다.

### 헬기장
동도에 있는 독도헬기장(ICAO: RKDD)은 경찰청이 관할하는 헬리콥터 이착륙장이다. 동도에 있기 때문에 '동도 헬기장'으로도 불린다. 2008년 국제민간항공기구(ICAO)로부터 지명약어 RKDD를 부여받았다.

## 통신
2013년 6월 12일 한국방송통신전파진흥원(KCA) 경북본부와 대구·경북 소재의 이통3사 및 협력사 공동 주관으로 독도에 입도해 독도의 전파환경을 측정한 결과 독도는 방송, 통신뿐 아니라 아마추어 무선 주파수까지 모두 양호하게 도달되며, 최신 초고속 광대역 통신인 롱텀에볼루션(LTE)까지 끊김없이 전달된 것으로 조사됐다.

## 주요 시설

### 동도
- 경비 초소: 1999년 건물 옥상(해발고도 95m)에 무인기상관측장비(Automatic Weather System, AWS)를 설치하여 독도의 기온, 풍향, 풍속, 강수량을 매시간 측정하여 그 자료를 무선통신으로 울릉도로 송신하고 있음[53]
- 막사 9동
- 접안시설(선착장) : 1997년 11월 건립, 최대 500톤급 접안 가능, 길이 80m, 넓이 1,945㎡. 보통 울릉도에서 관광을 목적으로 배를 타고 독도로 가는 경우 내리는 장소이다.
- 독도 등대 : 1954년 8월 최초 설치, 1998년 12월 증축 및 유인화(3명 근무), 등탑높이 15m, 넓이 161㎡, 광원거리 25마일, 디젤발전기 2기(75kw), 태양광발전(15kw)
- 위성 안테나 : 2000년 6월 설치, 인터넷위성기지국 2기
- 경비대 : 1997년 8월 증축(30명 근무), 숙소 1동 658㎡, 담수시설(27톤/1일 생산), 헬기장 1개소 400㎡, 케이블카 1기(300m, 1.5톤), (접안시설~경비대숙소 앞), 해수정화시설. 이곳에 근무하고 있는 경비대는 군인이 아닌 경찰이다.
- 등반로 : 796m(폭 0.8~1m)
- 해수정화시설[54]

### 서도
경비대 30여명이 생활하고 방문객들이 방문하는 경로인 동도와는 달리 주로 주민 숙소로 이용되는 서도는 시설물이 그리 많지 않은 편이다.
- 주민숙소 : 2011년 8월 증축 완료(주민, 울릉군청 직원 각2명 거주 - 2018년 주민 중 한 분이셨던 김성도씨가 사망함에 따라 현재는 김신열씨 혼자 거주하고 있다.), 1동 373제곱미터, 담수기 2기(4톤/1일 생산), 디젤발전기 2기 (50kh)
- 음용시설 : 물골 1톤/1일(3톤 저장 가능)
- 등반로 : 550m (폭 0.6~0.8m)[55]

### 기타
문화재청은 이명박 정부 때인 2008년 독도 대포(大砲)의 문화재 지정을 추진했으나 좌절됐다. 당시 국무총리와 외교통상부 장관이 한일 정상회담을 앞두고 ’일본을 자극할 수 있다‘는 이유로 반대했기 때문으로 전해졌다.
이후 이건무 전 문화재청장과 엄승용 전 문화재청 사적명승국장, 독도단체 및 문화재계 관계자들이 독도 대포의 영토주권 수호 상징성과 보존가치를 고려해 문화재 지정 재추진을 주장(서울신문 2014년 8월 15일자 8면)했으나 지금까지 정부나 지자체에서 별다른 움직임이 없다.

## 관련 법령과 정부 조직
- 독도 등 도서지역의 생태계보전에 관한 특별법
- 독도의용수비대 지원법
- 독도의 지속가능한 이용에 관한 법률
- 독도지속가능이용위원회 : 독도의 지속가능한 이용을 위한 기본(시행)계획을 심의하기 위하여 설치된 대한민국 국토해양부 소속의 자문위원회이다.

## 관련 문화

### 전설
독도와 관련되어 전해 내려오는 전설이 여러 있는데, 그중에 하나가 '구멍바위' 형성에 관한 전설이다. 전설에 따르면, 먼 옛날 힘센 노인 하나가 노인의 집 앞을 가리고 있던 바위를 묶어 배를 타고 옮기던 중에 다른 바위를 던져 바위에 구멍을 내고 난 후 독도에서 좌초되어 지금의 자리에 구멍바위가 있게 되었다는 것이다.

### 관광
본래 이 섬은 대한민국에서 천연기념물로 지정되어 있어서 입도가 제한되었으나 2005년 3월 24일 대한민국 정부가 일본의 영유권 주장에 대항하기 위한 대책의 일환으로 입도 허가제를 신고제로 변경함으로써 동도 선착장에 한해서 하루 1,800명씩 일반인의 관광을 허용했다. 학술 조사와 같이 관광 이외의 목적으로 이 섬을 방문할 경우에는 14일 전에 신청서를 제출해야 한다.

### 기념 사업

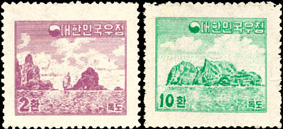
대한민국이 1954년에 발행한 독도 우표

고종이 대한제국칙령 제41호 1900년 10월 25일로 독도를 울릉도의 부속 섬으로 제정된 일을 기념하기 위해 제정된 독도의 날이 기념일로 잘 알려져 있다.
1954년 9월 15일 대한민국은 3종의 독도 우표 3000만 장을 발행했는데 2환권과 5환권은 각각 500만 장, 10환권은 2000만 장이 팔렸다. 일본 외무성에서 독도 우표가 붙은 우편물을 받지 않겠다고 했으나, 만국우편연합(UPU) 규정중 '우편물 중계의 자유보장' 조항에 따라 허용하기로 하였다. 일본은 항의의 표시로 독도 우표가 붙은 한국 우편물에 먹칠을 해서 배달을 하였다. 대한민국은 이 섬을 도안으로 한 우표를 2002년과 2004년 1월 두 차례 더 발행했다. 2002년 8월 1일 내고향 특별우표 시리즈(32종)중 경북편에도 독도우표가 포함, 90만장이 발행되었으나 당시 일본의 항의는 없었다. 2004년 1월 대한민국이 독도 우표 4종 224만장을 발행하자 가와구치 일본 외상은 독도의 영유권을 주장하는 일본의 입장과 한국의 우표발행이 만국우편연합헌장의 정신에 위배된다고 주장하고 주일 한국대사에게 항의하였다.
2004년 6월 조선민주주의인민공화국에서 이 섬이 조선의 영토임을 보여주고 있는 고지도를 도안으로 한 우표를 발행하였으며 2006년 8월에는 도안이 약간 수정되어 대한민국에서 판매되기도 하였다.
대한결핵협회는 2006년 크리스마스 실로 독도의 자연을 그린 '아이러브 독도'를 발행하였다.
독도함(獨島艦, LPH-6111)은 대한민국 해군의 독도급 강습상륙함의 첫 번째 함이다. 독도의 이름을 함명으로 정하였다. 실제로는 LHD(다목적 강습상륙함)의 기능을 갖고 있으나, 공식적으로는 LPH(강습상륙함)라고 불리고 있다. 2002년 10월 말에 한진중공업이 대한민국 해군으로부터 수주를 받아 건조를 시작한 뒤, 2005년 7월 12일 진수하였고 2006년 5월 22일부터 시운전을 시작하여 2007년 7월 3일 취역하였다. 2010년 3월 천안함 침몰 사고 수색구조 작전에 투입되었다.

### 학문
한국복지사이버대학에 2012년 독도학과가 개설되어 2014년 첫 졸업생을 배출하였다. 정치·경제·사회·문화·지리·환경·역사학적 관점에서 체계적으로 연구하고 교육할 수 있는 학문적 기반 구축을 위해 전국 최초로 개설되었으며, 울릉군수와 독도경비대장 등 독도와 관련해 직·간접적으로 업무를 담당하고 있는 여러 인사들뿐만 아니라, 교육계 전문가, 독도 관련 시민사회단체 대표 등 사회 각계각층에서 활발한 활동을 전개하는 인사들이 재학 중이거나 졸업하였다.

### 대중 문화
1982년에 한국방송의 PD였던 박문영은 이 섬을 주제로 한 노래 〈독도는 우리 땅〉을 만들어 코미디 프로그램인 《유머 일번지》를 통해 발표했는데, 곧 정광태의 정식 음반이 출시되면서 큰 인기를 모았다. 그 밖에도 박명수의 〈We Love 독도〉 등 수많은 연예인과 가수들이 독도에 관한 노래를 발표해 왔다.
2004년에 대한민국과 조선민주주의인민공화국에서 공동으로 개발한 모바일 게임인 〈독도를 지켜라〉가 대한민국으로 수출되었다. 이 게임은 통일부로부터 외교적인 문제를 피할 것을 요청받아 〈섬을 지켜라〉로 이름을 바꾸었으나 네티즌들의 항의로 다시 〈독도를 지켜라〉로 바뀌었다.
2016년에는 경상북도문화콘텐츠진흥원에서 애니메이션 <독도수비대 강치>를 제작했다.

## 같이 보기
- 독도 분쟁
- 러스크 서한
- 독도 헬기장
- 독도밀약
- 독도방어훈련
- 독도의 날
- 독도의 달
- 독도함
- 대한민국 독도향우회
- 독도의용수비대
- 평화선
- 한일어업협정
- 안용복
- 우산도
- 울릉도

### 대한민국 정부 기관
- 독도종합정보시스템 - 대한민국 국토해양부
- 독도 - 대한민국 외교부
- 독도 보관됨 2008-07-29 - 웨이백 머신 - 경상북도청
- 독도경비대 - 경북지방경찰청
- 독도관리사무소 - 울릉군청
- (한국어/영어/중국어/일본어) 독도박물관 - 울릉군청
- (한국어/영어) 대한민국정부의 독도에 대한 기본입장(한국어, 영어) - 공감코리아
  - (일본어/중국어) 대한민국정부의 독도에 대한 기본입장(일본어, 중국어) - 공감코리아
  - (영어) Korean Government's Official Position on Dokdo - KOREA.net
- 독도 천연보호구역 - 대한민국 문화재청
- 독도 사철나무 - 국가유산청 국가유산포털

### 민간 단체 기관
- (한국어/일본어/영어/러시아어) 독도연구소 - 동북아역사재단
- 독도학회 홈페이지
- 독도수호국제연대
- KBS 실시간 웹캠 "여기는 독도입니다.", KBS

### 개인
- (영어/한국어/일본어) Historical Facts about Dokdo - 캐나다인 스티븐 바버(Steven Barber)의 독도 역사 및 영토 근거
- (영어) Selected Research on Dokdo Island - 미국의 교사 마크 로브모(Mark S. Lovmo)의 문헌 연구
- 독도 천연보호구역 보관됨 2007-09-29 - 웨이백 머신 - 남북의 천연기념물
- 사이버독도닷컴 보관됨 2007-06-28 - 웨이백 머신
- 다케시마 문제

### 일본 외무성
- 일본의 영토 보관됨 2020-11-01 - 웨이백 머신 - 일본 외무성
- 다케시마 - 법과 대화에 의한 해결을 지향하며(한국어)
- 竹島について(일본어)